# ترس الشمس والكوكب

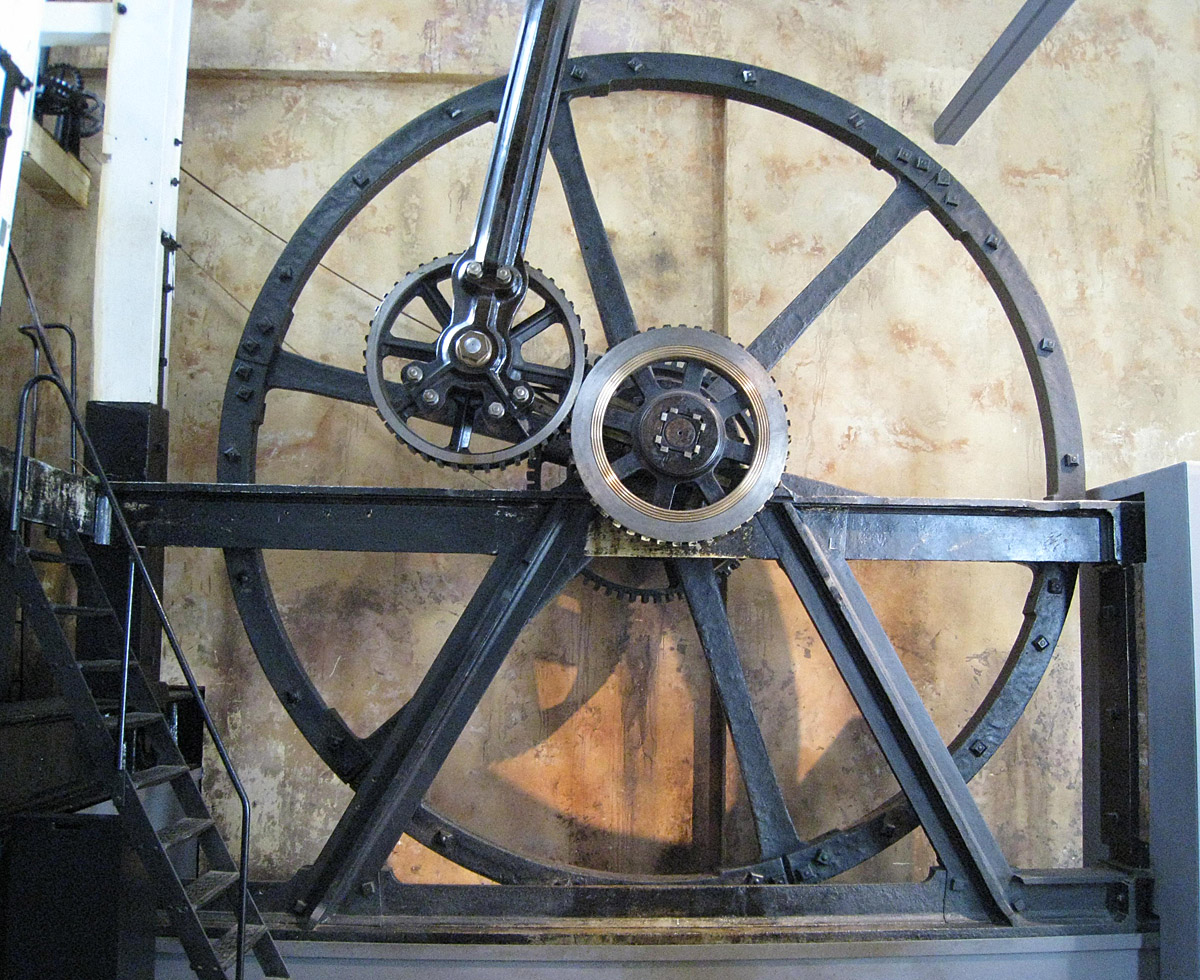
محرك وايتبيرد في عام 1785.

ترس الشمس والكوكب (بالإنجليزية: Sun and planet gear)‏ هي طريقة تُستخدم لتحويل الحركة الترددية إلى حركة دورانية وكانت تُستخدم في البداية في المحركات ذات العارضة.
تم ابتكار ترس الشمس والأرض بواسطة المهندس الاسكتلندي ويليام مردوخ حيث كان موظفًا لدي شركة بولتون وواط الهندسية التي تم تأسيسها من قِبل جيمس واط في أكتوبر عام 1781، وتم ابتكارها للتغلب علي براءة اختراع عمود الكرنك المُبتكر من قِبل جيمس بيكارد، حيث كان له دورًا هامًا في تطوير الأجهزة والمعدات المُستخدمة في الإدارة في الثورة الصناعية.

## كيفية العمل

رسم توضيحي لكيفية العمل في الترس باستخدام الميكانو، ويجب ملاحظة أن ترس الشمس والعجلة المثبتة بها تدور مرتين لكل دورة لترس الأرض في حالة كان لكلا منهما نفس العدد من الأسنان.

. يقوم ترس الشمس والأرض بتحويل الحركة الرأسية القادمة من عمود يتم إدارته بواسطة محرك بخاري إلى حركة دورانية باستخدام ترس الشمس، حيث يتصل ترس الأرض بواسطة العمود المرتبط بمكبس المحرك وبحركة العمود فإنه يدور حول ترس الشمس ويقوم بإدارته، وترس الشمس يكون مرتبط بعمود إدارة آخر يقوم بتوليد الحركة الدورانية، وهناك جزء مهم في هذا التركيب بالمقارنة باستخدام عمود المرفق الاعتيادي، وهو أنه عندما يكون ترسي الشمس والأرض لهما نفس العدد من الأسنان، فإن عمود الإدارة يدور دورتين لكل شوط مزدوج للمكبس بدلًا من واحد، ترس الأرض يكون مُثبت بعمود المكبس القادم من المحرك وبالتالي فإنه لا يدور حول محوره الخاص.
ويجب ملاحظة أن محور ترس الأرض مربوط بمحور ترس الشمس بواسطة رابط يدور بحرية حول محور ترس الشمس وذلك للإبقاء على دوران ترس الأرض حول ترس الشمس، ولكن هذا الرابط لا يُشارك في عزم الدوران.
ويظهر هذا الرابط كأنه عمود مرفق لكن القدرة القادمة من المكبس لا تنتقل من خلاله وإنما من خلال ترس الأرض فقط وبالتالي فإنه لا يتعارض مع براءة اختراع عمود المرفق.

## معرض الصور

رسم توضيحي
ترس شمس وأرض بنسبة 1 إلى 1

## روابط خارجية
- Sun and planet gear animation
- Henry Ford Museum Watt Rotative Engine